# Bill și Ted merg în iad
Bill și Ted merg în iad (în engleză Bill & Ted's Bogus Journey) este un film SF de comedie regizat de Peter Hewitt (debut regizoral) după un scenariu de Chris Matheson și Ed Solomon. În rolurile principale au interpretat actorii Keanu Reeves, Alex Winter, William Sadler, Joss Ackland și George Carlin. Titlul de lucru a fost Bill & Ted Go to Hell.
A fost produs de studiourile Nelson Entertainment și Interscope Communications și a avut premiera la 19 iulie 1991, fiind distribuit de Orion Pictures (în SUA) și Columbia Pictures (în restul lumii). Coloana sonoră a fost compusă de David Newman.
Cheltuielile de producție s-au ridicat la 20 de milioane $ și a avut încasări de 38 de milioane $.
Este al doilea film din seria Bill & Ted, după Tropăind prin istorie (Bill & Ted's Excellent Adventure, 1989), fiind urmat de Bill & Ted Face the Music (2020).

## Distribuție
- Keanu Reeves - Ted "Theodore" Logan / Evil Ted
  - Brendan Ryan - tânărul Ted
- Alex Winter - William S. "Bill" Preston / Granny S. Preston / Evil Bill
  - William Throne - tânărul  Bill
- William Sadler - Moartea[13]
  - Sadler - joacă și un preot englez
- Joss Ackland - Chuck De Nomolos
- George Carlin - Rufus
- Chelcie Ross - Col. Oats
- Pam Grier - Ms. Wardroe
- Annette Azcuy - Elizabeth
- Sarah Trigger - Joanna
- Hal Landon Jr. - Captain Logan, Ted's father
- J. Patrick McNamara - Mr. Ian Preston, Bill's father
- Amy Stock-Poynton - Missy, formerly Bill's stepmother now Ted's
- Ed Gale and Arturo Gil - Station
- Tom Allard - Big Station
- Michael "Shrimp" Chambers - Good Robot Bill
- Bruno "Taco" Falcon - Good Robot Ted
- Taj Mahal - Gatekeeper
- Frank Welker - vocea Satanei, The Easter Bunny & Station
- Tony Cox - Station